# I Want You (She's So Heavy)
Pour les articles homonymes, voir I Want You.
Pistes de Abbey Road
Octopus's Garden Here Comes the Sun
I Want You (She’s So Heavy) est une chanson du groupe britannique The Beatles. Elle a été écrite par John Lennon mais créditée Lennon/McCartney. Elle apparaît sur l’album Abbey Road sorti en 1969 et clôturait la première face sur le 33 tours original. Avec ses sept minutes et cinquante secondes, il s’agit également de la deuxième chanson la plus longue des Beatles, après Revolution 9, qui dépasse les huit minutes. Cette chanson est également célèbre du fait qu'au moment de la terminer, le 20 août 1969, les quatre Beatles ont été réunis pour la toute dernière fois en studio. 

## Genèse
I Want You est une chanson d’amour écrite par John Lennon pour Yoko Ono, devenue sa seconde femme le 20 mars 1969 à Gibraltar. Celui-ci admet l’influence qu’elle a eue sur son nouveau style de composition, disant qu’il espérait pouvoir composer un jour une chanson parfaite utilisant un seul mot ; un poème qu’écrivit Yoko Ono en 1964 se composait du seul mot « eau ». Il ne prononce que 14 mots différents dans cette chanson, ou seulement 12 en considérant les contractions it’s et she’s.

## Enregistrement
La chanson a été répétée plusieurs fois lors des sessions du projet Get Back au début de l’année 1969. La piste de base a été enregistrée le 22 février 1969 aux studios Trident de Londres, quelque temps après la fin du tournage du film Let It Be. Billy Preston a été appelé pour jouer la partie d’orgue Hammond que l’on entend sur la chanson — il n’est pas crédité sur la pochette du disque —, qui a été réarrangée avec les riffs de guitare en août.
Après les premières prises de I Want You en février, des overdubs ont été ajoutés les 18 et 20 avril et les 8, 11 et 20 août aux studios Abbey Road. La partie de synthétiseur Moog avec le bruit du vent a été ajoutée le 8 août. La prise finale fut la prise 1. C'est aussi en terminant cette chanson, le 20 août 1969, que les Beatles au complet — John Lennon, Paul McCartney, George Harrison et Ringo Starr — ont été réunis tous les quatre en studio pour la toute dernière fois.

## Paroles et musique
Les paroles de la chanson, dans lesquelles John Lennon répète inlassablement « je te veux » et annonce que ce désir le rend fou, furent lues sur le plateau de l’émission 24 Hours, un magazine d’information de la BBC, pour illustrer les banalités des paroles de la musique pop. Cela rendit Lennon furieux, parce qu’il était convaincu que la simplicité même de cette chanson en faisait une composition supérieure à Eleanor Rigby ou I Am the Walrus. Pour lui, il ne s’agissait pas d’une régression vers de la bête pop monosyllabique, mais d’une économie de langage.
Ce titre est inhabituel pour une composition des Beatles, notamment à cause de sa durée — près de huit minutes —, son très petit nombre de mots dans les paroles (qui se résument à I want you, I want you so bad, it’s driving me mad, she’s so heavy), sa coda de trois minutes qui ne fait que répéter la même progression d’accords, son style blues rock et son final coupé net (une idée de Lennon), alors que le bruit du vent, produit par un synthétiseur Moog joué par George Harrison, et le son des instruments avec des glissandos de basse, atteint son paroxysme.
John Lennon s’accompagne à la guitare en chantant et jouant les mêmes notes sur la partie I want you, I want you so bad... en la mode mineur puis en ré mineur, il joue aussi le solo sur le même thème musical, et le she’s so, lance une harmonie par superposition de voix répétant heavy, heavy, heavy. La fin de chaque couplet comprend un break de basse.

## Parution
La chanson clôt la face 1 de l'album Abbey Road et on entend une prise de base enregistrée aux studios Trident dans la réédition de cet album, parue en 2019. I Want You (She’s So Heavy) apparait sur l’album Love en 2006, dans un « mash-up » qui débute avec Being for the Benefit of Mr. Kite! et où elle se trouve mêlée avec les cris de Paul McCartney provenant du titre Helter Skelter. 
La chanson est ultimement rajoutée dans la réédition de 2023 de la compilation The Beatles 1967–1970.

## Musiciens
- John Lennon – chant, guitare solo en double piste
- Paul McCartney – basse, chœurs
- George Harrison – guitare solo en double piste, synthétiseur Moog, effets sonores
- Ringo Starr – batterie
- Billy Preston – orgue Hammond

## Reprises
Beaucoup d'artistes ont repris cette chanson.
- Eddie Hazel dans son premier album solo Game, Dames and Guitar Thangs.
- George Benson dans son album de 1969 The Other Side of Abbey Road.
- Coroner dans leur album de 1991 Mental Vortex.
- Noir Désir sur la face B du single Tostaky (le continent) en 1992 et dans leur album live de 1994 Dies irae.
- The Eric Gales Band sur l'album Picture of a Thousand Faces sorti en 1993 (sorti chez  Elektra Entertainment).
- Alvin Lee (ancien guitariste de Ten Years After) dans son album 1994, accompagné par George Harrison à la guitare slide.
- Type O Negative dans l’album World Coming Down, partie d’un medley qui comprend aussi Day Tripper et If I Needed Someone des Beatles.
- Booker T. and the MGs dans leur album McLemore Avenue, dont la pochette imitait celle d’Abbey Road.
- Beatallica fusionnèrent la chanson avec celle de Metallica, The Call of Ktulu, pour créer Ktulu (He’s So Heavy) sur leur album Sgt. Hetfield’s Motorbreath Pub Band.
- Jette-Ives sur l’album de musique électronique de reprises Beatles, Beatles Regrooved.
- Steel Train dans l’album de reprises 1969.
- John Legend a inclus cette chanson dans les concerts de sa tournée Show Me.
- Les Kaiser Chiefs ont utilisé des bouts de la chanson dans Born to Be a Dancer de l’album Employment.
- Le riff de guitare est copié presque note par note dans le titre de  Mötley Crüe Slice of Your Pie.
- Groove Collective publièrent une reprise de la chanson en single, qui entra dans les charts américains en 1996.
- Durant un hommage pour l’anniversaire des 40 ans de Sgt. Pepper’s Lonely Hearts Club Band, Cheap Trick fut rejoint sur scène par Al Jourgensen et Sin Quirin de Ministry pour une reprise de la chanson, les 10 et 11 août 2007 à l’Hollywood Bowl de Los Angeles.
- Repris dans le film Across The Universe de Julie Taymor sorti en 2007 et chantée par Joe Anderson, Dana Fuchs et T.V. Carpio.
- Erika Stucky dans son album Bubbles and Bones, sorti en 2001.
- The Last Shadow Puppets ont repris ce titre sur leur tournée européenne en 2008 sur une idée de Miles Kane.
- Mike Westbrook sur l'album Off Abbey Road (1989).
- Halestorm dans leur EP de reprises ReAniMate 2.0 en 2011.
- Donald Pleasence et les Bee Gees (arrangements Dianne Steinberg et production George Martin) pour le film Sgt. Pepper's Lonely Hearts Club Band en 1978.

## Culture populaire
L'épisode seize de la trentième saison de la série animée The Simpson emprunte le titre de cette chanson dans sa version originale.